# Our Velocity
Our Velocity è il primo singolo estratto dall'album Our Earthly Pleasures dei Maxïmo Park.
La canzone, secondo il cantante Paul Smith fu ispirata ad un pezzo di fotografia dell'artista francese Mathieu Ógan.
Sul sito ufficiale affermarono:
Il video musicale rappresenta il gruppo moltiplicato che suona in una stanza bianca. Fu diretto da Nima Nourizadeh.
Il singolo nella "50 Greatest Songs of 2007 So Far" di VH1, nella "UK Singles Chart" e nella "UK Indie Chart" si classificò alla #1.
Nell'agosto 2007 la canzone fu usata per la sigla del Festival di Reading e Leeds. E sempre nel 2007 fu inserita nel videogame Project Gotham Racing 4 e nella colonna sonora della soap opera inglese Hollyoaks.

## Tracce
- Versione Standard

1. Our Velocity - 3:20
2. Distance Makes - 2:13
3. Mary O'Brien - 2:52

- White vinyl

1. Our Velocity - 3:20
2. Pride Before A Fall - 3:17

- Red vinyl

1. Our Velocity - 3:20
2. Robert Altman - 2:25

- Versione digitale

1. Our Velocity - 3:17 (Home demo version)
2. Our Velocity - 3:75 (First live performance)

- Versione EP

1. Our Velocity - 3:20
2. Pride Before A Fall - 3:17
3. Robert Altman - 2:25
4. Distance Makes - 2:13
5. Mary O'Brien - 2:52